# 윤석열 대통령 퇴진 운동
윤석열 대통령 퇴진 운동(尹錫悅大統領退陣運動)은 대한민국 제20대 대통령 윤석열의 퇴진을 요구하는 집회 및 시민 저항 운동이다.

## 역사
2022년 5월부터 윤석열에 반대하는 보수 일부에 의해 소규모로 일어나기 시작했으며, 2022년 6월 말 변희재와 나꼼수 김용민이 결합하여 같은 시위에 참여한 뒤 7월부터 통합 집회를 열기 시작했다.
그와 별개로 7월 30일 진보단체인 서울의소리에서 퇴진 시위를 벌였으며 이후 8월에는 촛불행동의 퇴진 시위가 시작되었다. 9월에도 촛불 시위가 진행되어 10월 1일 수천명이 운집한 시위가 열렸고 10월 8일에는 현역 정치인이 참여했다. 10월 22일 촛불승리전환행동은 전국집중 촛불대행진으로 삼아 주최측 추산 10만명, 경찰 추산 1만 8천명이 참여했다.11월 5일 13차 촛불대행진은 다시 태평로2가 (시청역 7번출구 앞 ~ 숭례문) 일대에서 이태원 참사를 애도하는 분위기 속에서 진행되었다. 경찰 추산 9,000명, 주최측 추산 8만명, CNN 소속 특파원인 윌 리플리(Will Ripley) 기자의 개인적인 추산으로는 100k, 즉 10만명이 참가했다. 집회에는 개신교와 가톨릭, 원불교, 불교 등 종교단체도 함께 했다. 보수 성향 단체도 삼각지역 인근에서 맞불 집회를 열었다.11월 12일 14차 촛불대행진은 삼각지역 1번출구 앞 한강대로 에서 에서 진행되었다. 11월 19일 태평로2가 시청광장 ~ 숭례문 일대에서 전국 단위의 15차 촛불대행진이 열렸다. 경찰 추산 3만 명, 주최측 추산 30만 명이 참가하였다.6시 40분 즈음, 본 집회를 마친 시위대는 대통령실 방향으로 행진을 하였다. 7시 기준으로 주최 측 추산 연인원 40만 명이 참석하였다. 11월 26일 16차 촛불대행진이 (시청역 ~ 숭례문) 일대에서 열렸다. 12월 3일 17차 촛불대행진이 (시청역 ~ 숭례문) 일대에서 열렸다. 12월 3일 18차 촛불대행진이 (시청역 ~ 숭례문) 일대에서 열렸다. 12월 17일: 태평로2가 시청광장 ~ 숭례문 일대에서 12월 전국 단위 19차 촛불대행진이 열렸다. 주최측 추산 15만 명이 참가하였다. 먼저 행진을 한 후 본집회가 진행되었다. 12월 24일: 20차 촛불대행진이 (시청역 ~ 숭례문) 일대에서 열렸다. 12월 31일: 2022년의 마지막 집회인 21차 촛불대행진이 (시청역 ~ 숭례문) 일대에서 열렸다.
2023년 1월 7일 2023년의 첫 집회인 22차 촛불대행진이 (시청역 ~ 숭례문) 일대에서 열렸다. 1월 14일: 태평로2가 시청광장 ~ 숭례문 일대에서 1월 전국 단위 23차 촛불대행진이 열렸다. 주최측 추산 5만 명, 경찰 추산 4천 명이 참가하였다. 먼저 행진을 한 후 본집회가 진행되었다. 1월 28일 제24차 촛불대행진이 (시청역 ~ 숭례문) 일대에서 열렸다. 2월 4일 제25차 촛불대행진이 시청역7번출구 앞 (숭례문 ~ 시청역 구간) 에서 열렸다. 전국 단위의 집회가 아닌데도 불구하고 더불어민주당이 주최하는 ‘윤석열정권 민생파탄 검사독재 규탄대회’ 가 끝난 후에 같은 장소에 이어서 진행되어 1월보다 많은 인파가 몰렸다. 2월 11일 제26차 촛불대행진이 (시청역 ~ 숭례문) 일대에서 열렸다. 2월 18일 태평로2가 시청광장 ~ 숭례문 일대에서 2월 전국 단위 27차 촛불대행진이 열렸다. 주최측 추산 10만 명이 참가하였다. 먼저 행진을 한 후 본집회가 진행되었다. 3월 25일 같은 장소에서 32차 촛불대행진이 열렸다. 강제징용 피해배상금 제3자 변제안, 2023년 한일정상회담, 주 69시간 근무제를 규탄하는 내용이 추가되었다. 7월 12일 민주노총 금속노조가 '윤석열 퇴진'을 구호로 하여 시위에 나섰다. 현대자동차 소속 노조원들이 포함되어 있다.10월 21일: 전현희 전 권익위원장, 추미애 전 법무부장관, 용혜인 기본소득당 의원, 강위원 더민주혁신회의 사무총장이 연단에 올라 윤석열 대통령의 퇴진을 주장했다.
2023년 7월에는 노동계 등 시민단체들이 윤석열정권퇴진운동본부 준비위원회를 결성했다.
2024년 들어 한동안 열기가 식나 싶었지만 10월 들어 명태균 게이트로 정권 지지율이 10% 대로 내려가자 11월 2일에 숭례문 ~ 서울역 일대에서 주최 측 통산 30만 (경찰측 추산 1만 7천)이 운집할 수준의 대규모 집회가 열렸다. 11월 9일 오후에도 같은 장소에서 대규모 집회가 열렸다. 오후 4시에 열린 민주노총 주도의 집회에는 주최 측 통산 10만여명(경찰 추산 3만 6천명)이 모였다. 오후 6시 30분부터는 야당 주도 집회가 열렸다.아마 박근혜 정부 퇴진 운동 때처럼 저녁 개최로 가닥이 잡히는 모양이다. 민주당이 처음으로 주도한 집회에는 주최측 추산 20만명(경찰측 추산 2만 5천명)이 운집했다. 2024년 12월 윤석열의 2024년 대한민국 비상계엄 선포 이후 민주당 전체와 개혁신당 등, 더 많은 시민이 참여하는 2024년 윤석열 대통령 탄핵 운동으로 확대되었다. 그리고 비상계엄 이후 무려 주최측 추산 200만명이 모였다
민주사회를위한변호사모임, 참여연대, 민주노동조합총연맹, 군인권센터 등의 주요 시민단체 및 노동조합이 전국적으로 촛불 집회를 예고 및 진행했으며, 윤석열 대통령의 탄핵 및 퇴진을 촉구했다.

## 같이 보기
- 박근혜 대통령 퇴진 운동
- 2024년 윤석열 대통령 탄핵 운동
- 윤석열 대통령 탄핵